# Megalobatrachonema
Megalobatrachonema ist eine Gattung der Spulwürmer mit acht Arten. Sie sind Parasiten bei Amphibien.

## Merkmale
Megalobatrachonema-Arten sind Kathlaniinae schwach entwickelten Lippen. Die Engstelle (Isthmus) und der Bulbus des Ösophagus sind zurückgebildet oder stark atrophiert.

## Systematik
Zur Gattung gehören folgende Arten:
- Megalobatrachonema campanae Chabaud & Golvan, 1957
- Megalobatrachonema elongata Baird, 1858
- Megalobatrachonema gigantica (Olsen, 1938)
- Megalobatrachonema hainanensis Chen, Zhang & Li, 2018
- Megalobatrachonema moraveci Richardson & Adamson, 1988
- Megalobatrachonema terdentatum Linstow, 1890
- Megalobatrachonema waldeni Richardson & Adamson, 1988

Synonym ist Chabaudgolvania Teixeira de Freitas, 1958.